# Oxyhammus
Oxyhammus is een kevergeslacht uit de familie van de boktorren (Cerambycidae). De wetenschappelijke naam van het geslacht werd voor het eerst geldig gepubliceerd in 1894 door Kolbe.

## Soorten
Oxyhammus omvat de volgende soorten:
- Oxyhammus allardi Teocchi, 1996
- Oxyhammus rubriceps Breuning, 1978
- Oxyhammus scutellaris Kolbe, 1893
- Oxyhammus zanguebaricus Breuning, 1961